# 長野県道384号安庭篠ノ井線
長野県道384号安庭篠ノ井線（ながのけんどう384ごう やすにわしののいせん）は、長野県長野市を走る一般県道。

## 概要

### 路線データ
- 起点：長野市信更町安庭（信更町安庭交差点、国道19号交点）
- 終点：長野市篠ノ井有旅（長野県道86号戸隠篠ノ井線交点）

## 交差・接続する道路
- 国道19号 - 長野市信更町安庭（信更町安庭交差点、起点）
- 長野県道86号戸隠篠ノ井線 - 長野市篠ノ井有旅（終点）